# Jeremy Gara
Jeremy Gara (6 juin 1978 à Ottawa) est un musicien canadien.  C'est le batteur du groupe Arcade Fire.

## Discographie

### Albums studio
- 2016 - Limn (NRCSS Industry)
- 2020 - Passerine Finale (Invada Records)